# Mosiera munizii
Mosiera munizii är en myrtenväxtart som först beskrevs av Attila L. Borhidi, och fick sitt nu gällande namn av Johannes Bisse. Mosiera munizii ingår i släktet Mosiera och familjen myrtenväxter.
Artens utbredningsområde är Kuba. Inga underarter finns listade i Catalogue of Life.